# Volvo: The Game
Volvo: The Game es un videojuego simulador de carreras gratuito de la compañía sueca SimBin Studios, que fue lanzado el 26 de mayo de 2009. El juego incluye seis modelos Volvo y dos pistas.

## Jugabilidad
Los jugadores pueden elegir entre una variedad de modelos Volvo, incluidos el S60 Concept, STCC S60, C30, S40, 850 y 240 Turbo Group A, para correr en dos pistas: el Gothenburg Eco Drive Arena en Suecia y el circuito de Chayaka en Ucrania. Hay configuraciones de dificultad detalladas y una serie de ayudas a la conducción que se pueden activar. Los dos modos principales son Carrera rápida y Contrarreloj, pero también hay un modo Competición multijugador en línea.
Los ajustes básicos de asistencia en pista y conducción incluyen el número de oponentes y vueltas de carrera, dificultad de IA, ABS, control de tracción, ayuda de estabilidad y embrague automático. Hay diferentes perspectivas de cámara y una sala de reproducción donde se almacenan todas las grabaciones de carreras. Los tiempos más rápidos se guardan y en el modo Contrarreloj se puede habilitar un fantasma del mejor tiempo de carrera para competir contra él.

## Carros
- Volvo S60 Concept Race
- Volvo S60 Concept
- Volvo S40 (BTCC)
- Volvo 850 (BTCC)
- Volvo 240 Turbo Group A
- Volvo C30 (STCC)
- Volvo S60 (STCC)

## Pistas
- Chayka Sport Complex
- Eco Drive Arena